# Австралийско-южносуданские отношения
Австралийско-южносуданские отношения — двусторонние дипломатические отношения между Австралией и Южным Суданом. Хотя страны не открывали посольства в столицах друг друга, их связывают сильные и прочные связи.

## История
Государства ранее были частью Британской империи и используют английский язык в качестве официального языка.
Во время гражданских войн в Судане (1955–1972 и 1983–2005) многие беженцы из Южного Судана прибыли в Кению, а Австралия стала одной из первых стран, объявивших о том, что готовы принять беженцев из этой страны на своей территории. Таким образом, южносуданская диаспора в Австралии стала первой в истории организованной африканской общиной, а также крупнейшей африканской диаспорой в этой стране.
В 2011 году Южный Судан получил независимость и Австралия стала одной из первых стран, признавших его. Однако, из-за продолжающейся гражданской войны в Южном Судане Австралия решила присоединиться к миротворческим войскам в этой стране. Это решение было отчасти вызвано из-за влияния большой южносуданской диаспоры в стране.

## Беженцы
В 1990-х годах в Австралию впервые прибыли беженцы из Южного Судана.
Хотя южносуданское сообщество в Австралии, как правило, хорошо интегрировано, расовые предрассудки и расизм остаются проблемой в стране. Продолжающаяся преступная деятельность, вызванная бандами выходцев из Южного Судана, вызвала враждебность и расовую ксенофобию в отношении них со стороны австралийцев, что вызвало опасения у растущей южносуданской диаспоры. В 2018 году расовый вопрос также послужил причиной отмены летнего турнира Австралийской баскетбольной ассоциации Южного Судана.
Тем не менее, ряд известных южносуданских австралийцев предприняли шаги, чтобы изменить настроения местных в Австралии. Известные выходцы из Южного Судана в Австралии: Авер Мабил, получивший награду ФИФА за благотворительную деятельность в отношении беженцев из Южного Судана в Кении, Томас Денг, Абрахам Майок и Брюс Камау.